# Pierre Belon

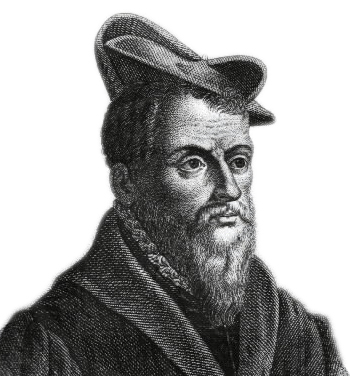
Pierre Belon.

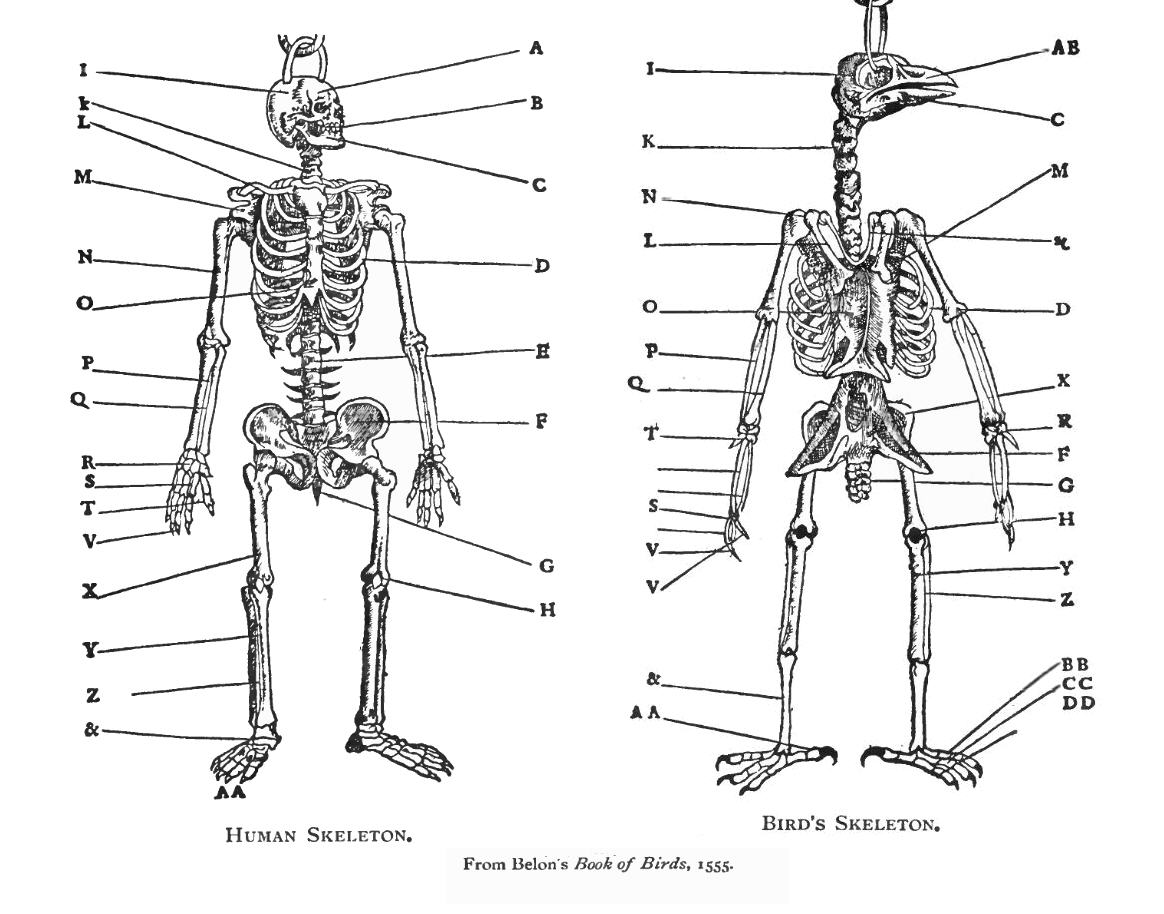
Belon foi o primeiro a estabelecer a comparação do esqueleto humano com o esqueleto das aves (desenho de seu livro de 1555).

Pierre Belon (Sarthe (Le Mans), 1517-1564) foi um naturalista francês. Ele é conhecido algumas vezes como Pierre Belon du Mans, ou, nas traduções latinas de suas obras, como Petrus Bellonius Cenomanus. O trabalho mais expressivo de Belon foi "L'Histoire de la nature des oyseaux" (constituído por sete volumes), considerado um dos principais trabalhos da História Natural do século XVI, onde descreveu, classificou e também ilustrou 200 espécies de aves. No primeiro volume da obra, Belon apresentou pela primeira vez as diferenças entre o esqueleto humano e o esqueleto das aves.
Belon estudou medicina em Paris, onde graduou-se em doutor, e depois tornou-se aluno do botânico Valerius Cordus (1515-1544) em Wittenberg, com quem ele percorreu a Alemanha. 
Em seu retorno à França, foi patrocinado por François de Tournon, que forneceu-lhe meios para a realização de uma longa viagem científica. Iniciou-a em 1546, e viajou pela Grécia, Ásia Menor, Egito, Arábia e Palestina, e retornou em 1549. As anotações de suas Observações sobre a viagem, com ilustrações, foi publicado em 1553.   
Além da narrativa de suas viagens, ele escreveu diversas obras de grande valor científico, particularmente Histoire Naturelle des estranges poissons (1551), De aquatilibus (1553), e L'Histoire de la nature des oyseaux (1555), o que lhe confere o direito de ser considerado como um dos primeiros cientistas em Anatomia comparada.
Belon, que foi altamente favorecido tanto pelo rei Henrique II e por Carlos IX, morreu assassinado misteriosamente em Paris, numa noite de abril de 1564, quando chegava em Bois de Boulogne.

## Obras de Belon
- 1551: Histoire naturelle des estranges poissons
- 1553: De aquatilibus
- 1553: Les observations de plusieurs singularitez et choses memorables trouvées en Grèce, Asie, Judée, Egypte, Arabie et autres pays étrangèrs
- 1555: Edição revisionada das Observações
- 1555: L'Histoire de la nature des oyseaux